# Montaigne (Stefan Zweig)

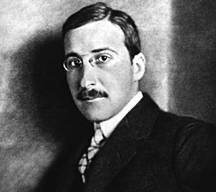
Stefan Zweig (ca. 1912)

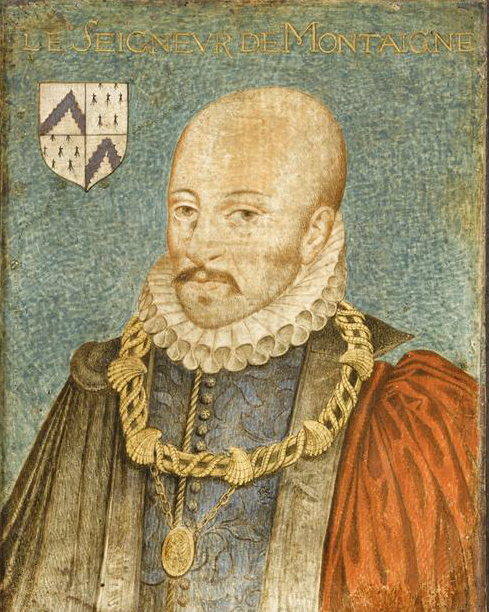
Montaigne (Zeitgenössisches Gemälde von Thomas de Leu (1560–1612))

Montaigne ist ein Essayfragment aus dem Jahr 1942, in dem sich der Autor Stefan Zweig mit dem französischen Philosophen Michel de Montaigne auseinandersetzt.

## Hintergrund
Auf Grund der NS-Diktatur und dem Holocaust musste der österreichische Jude Stefan Zweig nach Brasilien fliehen. Die Zerstörung seiner „geistigen Heimat Europa“ durch den Nationalsozialismus trieb den weltberühmten Autor und seine Frau Charlotte Altmann schließlich 1942 in den Suizid. Das Essay über Montaigne war eines seiner letzten Werke.
Der französische Essayist war Zweig in seiner Jugend zunächst völlig fremd, im Alter erkannte er jedoch eine „Bruderschaft des Schicksals“. Das Ende des Renaissance-Humanismus und der Beginn der von der Reformation angetriebenen Religionskriege, die Montaigne erlebte, spiegelte für Zweig seine eigenen Erlebnisse in Zeiten des Totalitarismus wider. Eine ernsthafte Beschäftigung mit ihm begann Anfang der 1940er, als er Fortunat Strowskis Montaignebiografie als Geschenk erhielt. Mit seinem Suizid blieb das Werk unvollendet.
In Ausschnitten erschien Zweigs Arbeit zu Montaigne erstmals 1948 im Sommer-Heft Der neuen Rundschau. 1960 erschien das gesamte Fragment im Sammelband Europäisches Erbe, das von seinem Nachlassverwalter Richard Friedenthal herausgegeben wurde.

## Inhalt
Zweigs Werk ist keine vollständige Biografie. Wie in seinen weiteren literarhistorischen Werken zeigt Zweig reges Interesse an den biographischen Umständen seiner Figur, fertigt jedoch auch eine Skizze des Charakters an. So meint er, dass Montaignes Abstammung von gascognischen Fischern und jüdischen Kaufleuten seine Entwicklung zum Mensch der Mitte und zum Weltbürger vorangetrieben habe. Er zelebriert die Individualität Montaignes und dessen Fähigkeit, in einem chaotischen Zeitalter dennoch Humanität und Verstand bewahren zu können. Mit seiner Introspektion erscheint er als Idealbild des europäischen Philosophen. Als Symbol hierfür dient der Turm, in den sich Montaigne einige Jahre zurückzog, um an seinen Essais zu arbeiten. Dadurch habe er die Freiheit von der Außenwelt erlangt. Die letzten Jahre von Montaignes Leben, in denen er diesen Turm wieder verließ, stellen für Zweig laut dem Literaturhistoriker Karl Müller ein Problem dar. Daher habe er besonders dessen Gebrechlichkeit und Selbstmordgedanken hervorgehoben. Über diese schreibt Zweig: „Wenn man diese Leiden nicht beseitigen kann, dann muß man mutig und rasch ein Ende machen, das ist die einzige Medizin, die einzige Richtlinie und Wissenschaft.“ Hier liegt auch ein autobiographischer Bezug vor.

## Rezeption und Forschung
Das Essayfragment erfuhr von der Forschung eher wenig Beachtung. Betont wurden die Gemeinsamkeiten zwischen Zweig und Montaigne. Leon Botstein vermutet, dass Zweig mit seinem Suizid die Realitätsferne des Lebensentwurfes akzeptierte, den er in Montaigne dargestellt hatte.